# Salpinia obliqua
Salpinia obliqua är en skalbaggsart som beskrevs av Jean François Villiers och Chûjô 1966. Salpinia obliqua ingår i släktet Salpinia och familjen långhorningar.
Artens utbredningsområde är Filippinerna. Inga underarter finns listade i Catalogue of Life.